# 7240 Хасебе
7240 Хасебе (7240 Hasebe) — астероїд головного поясу, відкритий 19 грудня 1989 року.
Тіссеранів параметр щодо Юпітера — 3,532.